# یواس‌اس جفرسون سیتی
یواس‌اس جفرسون سیتی (به انگلیسی: USS Jefferson City (SSN-759)) یک زیردریایی است که طول آن ۱۱۰٫۳ متر (۳۶۱ فوت ۱۱ اینچ) می‌باشد. این زیردریایی در سال ۱۹۹۰ ساخته شد.